# 大衛·阿羅拉
大衛·阿羅拉（英語：David Arora，1952年10月23日—），美國真菌學家、博物學家與作家。他是兩本最有名蕈類鑑定書籍，《蘑菇揭秘》（Mushrooms Demystified）與《All That the Rain Promises and More...》的作者。
阿羅拉在加州帕薩迪納的成長過程中首次發展對野外蕈類的興趣，並在高中階段組織l他的第一個蕈類採集團隊。之後，基於這個蕈類社團的想法，於1984年成立聖克魯斯真菌協會。1970年代早期，阿羅拉住在聖塔克魯茲期間，開始教導有關野外蕈類的知識。阿羅拉曾經在北美與全球廣泛旅行，進行攝影、蘑菇采集與學習不同文化的蕈類採集傳統及經濟。

## 外部連結
- DavidArora.com （页面存档备份，存于）
- "The Mushroom Hunters" （页面存档备份，存于） by Leonie Sherman, San Francisco Chronicle, April 30, 2006.
- "Taxonomic Corrections and Issues in Arora, D. 1986. Mushrooms Demystified, 2nd. Ed." by Nathan Wilson, Else C Vellinga, and others, Collective Source (website), September 2, 2007.